# Alfred-Gesswein-Literaturpreis
Der Alfred Gesswein-Literaturpreis wurde von 1993 bis 2009 vom Podium Literatur in Erinnerung an einen seiner Gründer, Alfred Gesswein, alle zwei Jahre vergeben.

## Geschichte
Dem vielfältigen Werk des Namensgebers entsprechend, wurde der Wettbewerb jedes Jahr in einer anderen Literaturgattung ausgeschrieben. Der Preis war mit 2000 Euro dotiert.

## Preisträger
- 1993 für Lyrik: 1. Bettina Balàka,  2. Şerafettin Yıldız[1]
- 1995 Kurzgeschichte: 1. Bernhard Hatmanstorfer, 2. Robert Treichler, 3. Christian Stuhlpfarrer
- 1997 Nonsense-Literatur: 1. Richard Weihs[2]
- 1999 Kurzhörspiel: 1. Gundi Feyrer, 2. Andreas Renoldner, 3. Carl Gundolf
- 2001 Kurzkrimi: 1. Marie-Sophie Müller
- 2003 Reiseliteratur: 1. Christiane Neudecker, 2.  Rosemarie Poiarkov
- 2005 Thema Kampf: 1. Gabriele Kögl
- 2007 Thema Fix & Fertig: 1. Linda Stift für den Text Eine neue Saison.
- 2009 Thema Rituale: 1. Anna Weidenholzer, 2.  Nadya Köppel[3]

Dem Preis folgt der nach Alois Vogel benannte Alois-Vogel-Literaturpreis, welcher erstmals 2012 an Carolina Schutti vergeben wurde; 2014 war der Preisträger Armin Baumgartner.